# 竹中統一
竹中 統一（たけなか とういち、1942年〈昭和17年〉12月8日 - ）は、日本の実業家。株式会社竹中工務店取締役名誉会長、創業家である竹中家の第17代当主。

## 概要
竹中家第15代当主・竹中錬一の長男。竹中家17代目当主（第16代は、錬一の弟、宏平）に就任すると、33年間竹中工務店の社長を務める。後任には、竹中工務店創業以来初の創業家外部からの出身となる宮下正裕を指名し、会長兼CEOに退いた。
社団法人海外建設協会会長、大阪日米協会、社団法人建築業協会会長、日本美術協会評議員、社団法人日泰貿易協会理事等を歴任。

## 経歴
- 1942年（昭和17年）12月8日 - 兵庫県神戸市生まれ。
- 1961年（昭和36年） - 甲南中学校・高等学校卒業。
- 1965年（昭和40年）
  - 甲南大学経済学部卒業。[4]
  - 3月 - 株式会社竹中工務店入社。
- 1968年（昭和43年）
  - 万国博工事本部部員。
  - 米国ミシガン州立大学大学院経営学部修士課程修了。
- 1970年（昭和45年） - 企画室企画部員。
- 1973年（昭和48年） - 取締役に就任。
- 1977年（昭和52年） - 常務取締役に就任。
- 1980年（昭和55年） - 取締役社長に就任。
- 2005年（平成17年） - 大阪日米協会会長。[5]
- 2013年（平成25年） - 代表取締役会長・CEOに就任。
- 2016年（平成28年） - 日本建築学会賞文化賞受賞。[1]
- 2019年（平成31年） - 取締役名誉会長に就任。

## 系譜
竹中氏
```
　　　　　　　　　　　　　 杉山寧━━瑤子
　　　　　　　　　　　　　　　　　　　┃
　　　　　　　平岡定太郎　　　　┏平岡公威
　　　　　　　　　┃　　　　　　┃（三島由紀夫）
　　　　　　　　　┣━━平岡梓　┃
　　　　　　　　　┃　　　┃　　┃
 永井岩之丞━━━夏子 　　┣━━┫
　　　　　　　　　　　　　┃　　┃
　　　　　　橋健三━━━倭文重　┃
　　　　　　　　　　　　　　　　┃
　　　　　　　　　　　　　　　　┗平岡千之
　　　　　　　　　　　　　　　　　　　┃
　　　　　　近藤三郎━━近藤晋一　　　┃
　　　　　　　　　　　　　┃　　　┏夏美
　　　　　　　　　　　　　┣━━━┫
　　　　　　　　　　　　　┃　　　┗久美
　　　　　　　　　　　┏寿美
　　　（14代）    　　┃
　　　竹中藤右衛門━━╋竹中宏平━━竹中祐二
　　　　　　　　　　　┃　　　　　　　┃
　　　　　　　　　　　┗竹中錬一　　　┃
　　　　　　　　　　　　　┣━━━━━┣━━━竹中統一
　　　　 米内光政━━━━和子　　 　┏公子
　　　　　（元首相）　　　　　　　　┃
　　　　　　　　　　　　　嶋崎均　　┃
　　　　　　　　　　　　　　┃　　　┃
　　　　　　　　　　　　　┏築子　　┃
　　　　　　　　　　　　　┃　　　　┃
　　　　　　　　　　　　　┗直子　　┃
　　　　　　　　　　　　　　┃　　　┃
　　　　　　　　　　　　　　┣━━━┫
　　　　　　　　　　　　　　┃　　　┃
　　　　　　　　　　　　┏竹下登　　┃
　　　　　　　　　　　　┃（元首相）┃
　　　┏竹下勇造━━━━╋竹下三郎　┃
　　　┃　　　　　　　　┃　　　　　┃
　　　┗武永貞一　　　　┗竹下亘　　┃
　　　　　　　　　　　　　　┃　　　┃
　　　　　　　　　　　　　　┃　　　┃
　　　　　　　　　　　　┏雅子　　　┃
　　　　福田正━━━━━┫　　　　　┃
　　　　　　　　　　　　┗和子　　　┃
　　　　　　　　　　　　　　┃　　　┃
　　　　　　　　　　　　　　┃　　　┃
　　　小沢佐重喜━━━━小沢一郎　　┃
　　　　　　　　　　　　　　　　　　┗一子
　　　　　　　　　　　　　　　　　　　　┃
　　　　　　　　　　　　金丸信━━━金丸康信

```